# Boxford (Suffolk)
Boxford – wieś w Anglii, w hrabstwie Suffolk, w dystrykcie Babergh. Leży 20 km na zachód od miasta Ipswich i 90 km na północny wschód od Londynu. Miejscowość liczy 1270 mieszkańców.